# Сакіморі
Сакіморі (яп. 防人, さきもり, «охоронці») — солдати охоронних військ у стародавній Японії 7 — 10 століть. Сформовані нашвидкоруч японським урядом для оборони Західної Японії від потенційного вторгнення союзної китайсько-корейської армії держав Тан і Сілла після поразки японсько-корейських військ в битві при Пекганг 663 року. Розміщувались на півночі острова Кюсю, островах Ікі та Цусіма.
У 7 столітті сакіморі набиралися з представників різних провінцій Японії, але з 730 року стали формувалися виключно з вихідців Східної Японії, переважно сучасного регіону Канто. Керівництво ними здійснював «голова сакіморі» (防人司, сакіморі-но-цукаса), який підпорядковувався головному регіональному уряду Західної Японії — Дадзайфу. Цей голова відповідав за складання і зберігання солдатських списків, зброї, харчів та тренування підлеглих. Служба в рядах сакіморі тривала 3 роки на основі загальновійськової повинності.
Протягом 9 століття війська сакіморі неодноразово розпускалися через відсутність зовнішньої загрози. Вони остаточно припинили своє існування на початку 10 століття.
Сакіморі залишили по собі слід в японській літературі. Найстаріша антологія японської поезії «Манйосю» містить декілька віршів, що були складені цими солдатами. Їхні твори були узагальнені під назвою «пісні сакіморі» (防人歌, сакіморі-но-ута). Головна тема «пісень» — туга за батьківщиною і родиною на чужині.
Образ сакіморі як охоронців батьківщини активно використовувався японською пропагандою під час Другої світової війни.